# 李文源
李 文源（イ・ムヌォン、朝鮮語: 이문원、1907年8月10日 - 1969年2月15日）は、大韓民国の教員、実業家、政治家。制憲韓国国会議員。

## 経歴
現在の全羅北道全州市出身。全州師範学校（現・全州教育大学校）卒。以後教員として20年近く勤めた。解放後は社会民主党中央執行委員兼企画部長、韓国独立党中央党執行委員・組織部長・農林政策委員長、国民党中央執行委員組織部長、大韓独立促成国民会ソウル中区本部執行委員組織部長・分会長、大同青年団組織部長を務めた。そのほか、トンファ商事株式会社社長、ソウル市被服工業組合理事、啓星国民学校後援会理事、淑明女子中学校後援会理事長を務めた。1948年の初代総選挙で全羅北道益山の選挙区から当選したが、国会フラクション事件により投獄された。朝鮮戦争の際に北朝鮮に拉致されたが、これについては「越北」だとする見解もある。1954年5月ごろに大同郡農業協同組合の副委員長として召喚され、1956年7月ごろ、在北平和統一促進協議会の発起人兼常務委員を務め、1955年9月には人民大学の特設班に入学した。その後1959年ごろに北青果樹農場に追放されたとされる。その約10年後に死去したとされるが、詳しいことはわかっていない。